# Orthezia graminicola
Orthezia graminicola är en insektsart som beskrevs av Morrison 1952. Orthezia graminicola ingår i släktet Orthezia och familjen vaxsköldlöss. Inga underarter finns listade i Catalogue of Life.